# 월계리방형분
월계리방형분은 전라남도 담양군 월산면 월계리에 있는 무덤이다. 2016년 5월 30일 담양군의 향토문화유산 제17호로 지정되었다.

## 개요
하동정씨 방형분은 월산면 월산리 월산사의 후면 능선을 넘어가는 농로 옆에 자리잡고 있다. 현재 방형분을 중심으로 주변은 농경지로 이용되고 있으며, 오랫동안 관리가 되지 않은 상태였으나, 최근 하동정씨 문중에서 관심으로 갖고 정비하고 있다. 하동정씨 방형분에 대한 최초 조성시기를 알 수 있는 기록은 없다.